# Mistrzostwa Afryki w Piłce Siatkowej Kobiet 1993
X Mistrzostwa Afryki w piłce siatkowej – turniej rozegrany w Lagos w Nigerii w 1993 roku, po raz drugi w historii wygrały Kenijki, które wyprzedziły reprezentantki Egiptu i gospodarzy.

## System rozgrywek
1. Egipt
2. Kenia
3. Nigeria
4. Ghana
5. Kamerun
6. Południowa Afryka
7. Tunezja
8. Etiopia
9. Mauritius
10. Botswana

## Klasyfikacja końcowa
| 1.  | Kenia             |
| 2.  | Egipt             |
| 3.  | Nigeria           |
| 4.  | Kamerun           |
| 5.  | Etiopia           |
| 6.  | Tunezja           |
| 7.  | Mauritius         |
| 8.  | Południowa Afryka |
| 9.  | Ghana             |
| 10. | Botswana          |